# 亜酸化銅太陽電池
亜酸化銅太陽電池（あさんかどうたいようでんち）とは亜酸化銅を使用して光から電気に変換する太陽電池。

## 概要
亜酸化銅(Cu2O)はバンドギャップ約2.1eVをもつ半導体であり、通常P型の導電性を示す。亜酸化銅に整流作用があることは古くから知られており、シリコン整流器が登場する前は整流素子として使用されたり、ラジオの検波器として使用されていた。比較的容易に作れる。亜酸化銅太陽電池には電気化学式太陽電池と酸化物半導体による太陽電池の2種類がある。変換効率は2006年までは2%未満だったが、近年では5.09%まで上昇した。一時期、変換効率は2%未満で頭打ちになり、研究、開発は下火になっていたものの、資源的な制約が無く、低コストで製造できるため、近年、再び脚光を浴びつつある。

## 原理
亜酸化銅と電解質との界面(ショットキー接合)に光を照射する事で発電する。

## 特徴
- 従来のシリコン系太陽電池よりも低コストで製造可能[3]。
- 変換効率は5.09%程度[4]
- 主原料の資源の偏在が無く豊富で安価[3]。
- 希少金属（レアアース）を一切使用しない[3]。
- 曲げることで応力を発生させると変換効率が上がるという報告がある[5]。

## 関連
- 光化学電池
- セレン光電池 - 同じ原理で作動する。かつてはカメラの露出計に使用されていた。
- 本多-藤嶋効果
- 人工光合成
- 光反応
- 光触媒